# Jane Air
Jane Air — российская рок-группа, основанная в 1999 году в Санкт-Петербурге. В состав группы входят Антон Лиссов, Сергей Григорьев, Сергей Макаров, Антон Сагачко и Сергей Вырвич.

## История
Группа Jane Air была образована в 1999 году и состояла из четырёх человек: Антон Лиссов (вокал), Сергей Григорьев (гитара), Сергей Макаров (бас-гитара) и первый барабанщик Сергей «Томас» Егоров. 1 января 2001 года группа сыграла первый сольный концерт в клубе «Молоко». В 2002 году на смену ушедшему Егорову пришёл Антон Сагачко.
В 2002 году Jane Air подписали контракт с независимым питерским лейблом «Капкан Records». Затем ограниченным тиражом в количестве 1000 экземпляров выпустили дебютный альбом Pull Ya? Let It Doll Go!. Группа вместе с лейблом вели промокампанию в Интернете, а также организовали ряд альтернативных фестивалей («Праздник убитой ёлочной игрушки 2005—2009», «Stars Fucktory vol.1-6»), которые проходят и по сей день.
2 сентября 2004 года группа выпустила новый студийный альбом с названием Jane Air. Альбом выпущен лейблом «Капкан Records» на CD. В поддержку альбома в октябре 2004 года прошёл концертный тур под названием «Screamin & Growlin».
В 2005 году Jane Air стали лидерами продаж лейбла «Капкан Records», а песня «Junk», которая входила в первый альбом, а также выпускавшаяся в качестве сингла, получила премию RAMP (Rock Alternative Music Prize), учрежденную телеканалом A-One в номинации «Песня года».
На материал, отснятый на большом сольном концерте «Jane Air», в августе 2005 года был смонтирован концертный DVD: Jane Air Live и концертный альбом с аналогичным названием. На DVD также вошёл клип на песню «Париж», смонтированный из различных архивных видеосъемок группы. Презентация DVD прошла в октябре 2005.
В январе 2006 года состоялся мини-тур по Финляндии совместно с финской группой Killpretty.
19 апреля 2006 года группа выпустила третий студийный альбом под названием «Pere-Lachaise: Любовь и немного смерти». В поддержку альбома выходят клипы на песни «Суперзвезда», «9,80665» и «Мессалина».
Летом 2007 года выходит DVD Drive to the grave с клипами, концертом и бэкстейджем. Jane Air сменили лейбл и 17 сентября четвёртая пластинка Sex and Violence вышла на «A-One Records». Презентация прошла в столичном клубе «Б1 Maximum».
4 апреля 2008 года Jane Air получили за премию журнала Fuzz в категории «лучший альтернативный альбом».
В 2010 Jane Air выпустили двойной альбом Weekend Warriors, общая продолжительность которого составляет почти полтора часа.
В 2012 году группа выпустила альбом «Иллюзия Полёта». На диске звучат песни, записанные совместно с Максом Каменщиковым (Top-Display!, бывш. Origami), Лёликом Зверьковым («МОРЭ&РЭЛЬСЫ»), Артёмом Кудряшовым («DEADKEDЫ») и Дмитрием Ульяновым («Океан Моей Надежды»). Также в альбом вошла кавер-версия песни «Весь этот бред» группы «Сплин». На песни «ЗВВСЗ» («Звезда Востока, Вечернее Солнце Запада»), «Рычащие искрами тигры» и «Последняя песня лета» были сняты видеоклипы.
В 2014 году, благодаря сайту Planeta.ru, были собраны средства для записи альбома «Черная Гавань», вышедшего весной 2015 года. Группа играла в качестве разогревающей команды перед Clawfinger, Therapy? и Linkin Park.
В 2022 году трек «Junk» был использован в третьем сезоне американского супергеройского сериала «Пацаны» в серии, действие которой происходит в России.
Также в 2022 году в состав группы вошёл гитарист Сергей Вырвич, игравший до этого в группе «Пилот».
16 сентября 2022 года, спустя 7 лет с выхода прошлого альбома, Jane Air выпустила новую пластинку «Миелофон» и отправилась в тур по России.
14 мая 2023 группа выступила на новой сцене Александринского театра в сопровождении симфонического оркестра.
19 марта 2024 вышло концертное видео группы в рамках проекта «Электричество», включающее четыре песни: «Гейши ниндзя убийцы», «Вампиры», «Апокалипсис уже за тобой (feat. Phurpa)» и «Нелюбимая».
В 2025 году Jane Air поучаствовали в записи трека ADRENALINE для альбома CMH — Kill This Album.

## Состав

### Текущий состав
- Антон «Бурзик/Boo» Лиссов — вокал (1999—наст. время)
- Сергей «Gokk» Макаров — бас-гитара (1999—наст. время)
- Сергей «Koren/Корень» Григорьев — гитара (2000—наст. время; не участвует в концертах с 2025)
- Антон «Toxa» Сагачко — барабаны (2002—наст. время)
- Сергей Вырвич — гитара (2022—наст. время)[21]

### Бывшие участники
- Сергей «Томас» Егоров — барабаны (1999—2002)

## Дискография

### Студийные альбомы
- 2002 — Pull Ya? Let It Doll Go[22]
- 2004 — Jane Air
- 2006 — Pere-Lachaise: Любовь и немного смерти
- 2007 — Sex & Violence
- 2010 — Weekend Warriors
- 2012 — Иллюзия полёта
- 2015 — Чёрная гавань
- 2022 — Миелофон

### ЕР
- 2011 — Любить любовь
- 2012 — Рычащие искрами тигры
- 2012 — Западный ветер
- 2019 — Дети атомных станций
- 2021 — Kids Aren't Alright: Chapter 1
- 2024 — МТС Лейбл Электричество
- 2024 — Nu Metal Party Tour Edition[23]

### Синглы
- 2004 — Junk
- 2005 — Стёкла стекла
- 2007 — Новый год одна
- 2009 — Моя стая
- 2009 — Can-Can
- 2009 — Апокалипсис уже за тобой
- 2009 — Джульетта
- 2010 — Вечный огонь
- 2011 — Не забывай меня
- 2014 — Чёрная гавань
- 2018 — Jingle Bells
- 2020 — XXX красота
- 2020 — Новый Новый Год
- 2021 — Taiga is the Law
- 2021 — Новогодняя (совместно с The Brats, Грязь, Васса)
- 2022 — Junk (Live in Saint-Petersburg) (совместно с Krewe Brass Band)
- 2022 — 16 тонн (Remix) (ремикс от Monflame)
- 2022 — Летит снег
- 2023 — Junk (MSTR.FREI REMIX) (ремикс от MSTR.FREI)
- 2023 — На Староневском (MSTR.FREI REMIX) (ремикс от MSTR.FREI)
- 2023 — Эпизод IV: Дерзость и отвага (совместно с Ермак!)
- 2023 — Новый Год в темноте (совместно с The Hatters)
- 2024 — Джанки пипл (совместно со Слот)
- 2024 — Санта Клаус маньяк
- 2025 — Саня
- 2025 — Верните мне мой 2007
- 2025 — Вулканы (совместно с Мегамозг)

### Концертные альбомы
- 2005 — Live
- 2008 — Delicatessen Unplugged
- 2024 — В цвете (Strings Orchestra Studio Live)

### Демо
- 2001 — Check One (Demo)
- 2001 — За Бородино ответите (Demo)

### Сборники
- 2006 — MP3
- 2011 — White Bambi
- 2016 — Unreleased 'n' Live

### Видеоальбомы
- 2005 — Live
- 2005 — Stars Fucktory 666
- 2007 — Drive to the Grave. Любовь и немного смерти

## Видеоклипы
- 2003 — «Junk»
- 2004 — «Париж»
- 2006 — «Pere-Lachaise»
- 2006 — «Джейн в эфире»
- 2006 — «Суперзвезда»
- 2006 — «9.80665»
- 2007 — «Мессалина»
- 2007 — «Невеста»
- 2007 — «Новый год одна»
- 2009 — «Моя стая»
- 2009 — «Джульетта»
- 2010 — «Королева Фэйк»
- 2010 — «Вечный Огонь» (приурочен к 9 мая)
- 2010 — «Новый день»
- 2011 — «Моё сердце сейчас это открытая рана»
- 2011 — «Не Забывай Меня» (приурочен к 9 мая)
- 2011 — «Любить любовь»
- 2012 — «Рычащие искрами тигры»
- 2013 — «Звезда Востока и Вечернее Солнце Запада»
- 2013 — «Последняя песня лета»
- 2013 — «Сожжённый дотла»
- 2014 — «Не Забывай Меня»
- 2014 — «Черная гавань»
- 2016 — «О Мария»
- 2019 — «НА СТАРОНЕВСКОМ»
- 2022 — «Локи»
- 2022 — «Миелофон»
- 2022 — «Нелюбимая»

## Сайд-проекты участников группы
Гитарист Сергей Григорьев участвует в проекте «Горшенёв». Барабанщик Антон Сагачко участвует в группе «Грязь». В то же время Сергей Макаров и Антон Лиссов гастролировали в составе панк-поп-рэйв группы Little Big начиная с 2013 и 2014 годов соответственно. Однако в 2022 году часть Little Big переехала в Лос-Анджелес, а Лиссов и Макаров остались в России и вернулись к своему изначальному музыкальному проекту Jane Air.